# Hungerfordia brachyptera
Hungerfordia brachyptera is een slakkensoort uit de familie van de Diplommatinidae. De wetenschappelijke naam van de soort werd voor het eerst geldig gepubliceerd in 2015 door M. Yamazaki en Ueshima.